# هاري هاردي
هاري هاردي (بالإنجليزية: Harry Hardy)‏ (14 يناير 1895 بستوكبورت في المملكة المتحدة - 17 فبراير 1969 برغبي في المملكة المتحدة) هو لاعب كرة قدم بريطاني (وحمل سابقاً جنسية المملكة المتحدة لبريطانيا العظمى وأيرلندا) في مركز حراسة المرمى. شارك مع منتخب إنجلترا لكرة القدم. أما مع النوادي، فقد لعب مع ستوكبورت كونتي ونادي إيفرتون ونادي بوري.

## وصلات خارجية
- هاري هاردي على موقع قاعدة بيانات كرة القدم.إي يو (الإنجليزية)
- هاري هاردي على موقع ناشيونال فوتبول تيمز (الإنجليزية)